# Plavac Mali

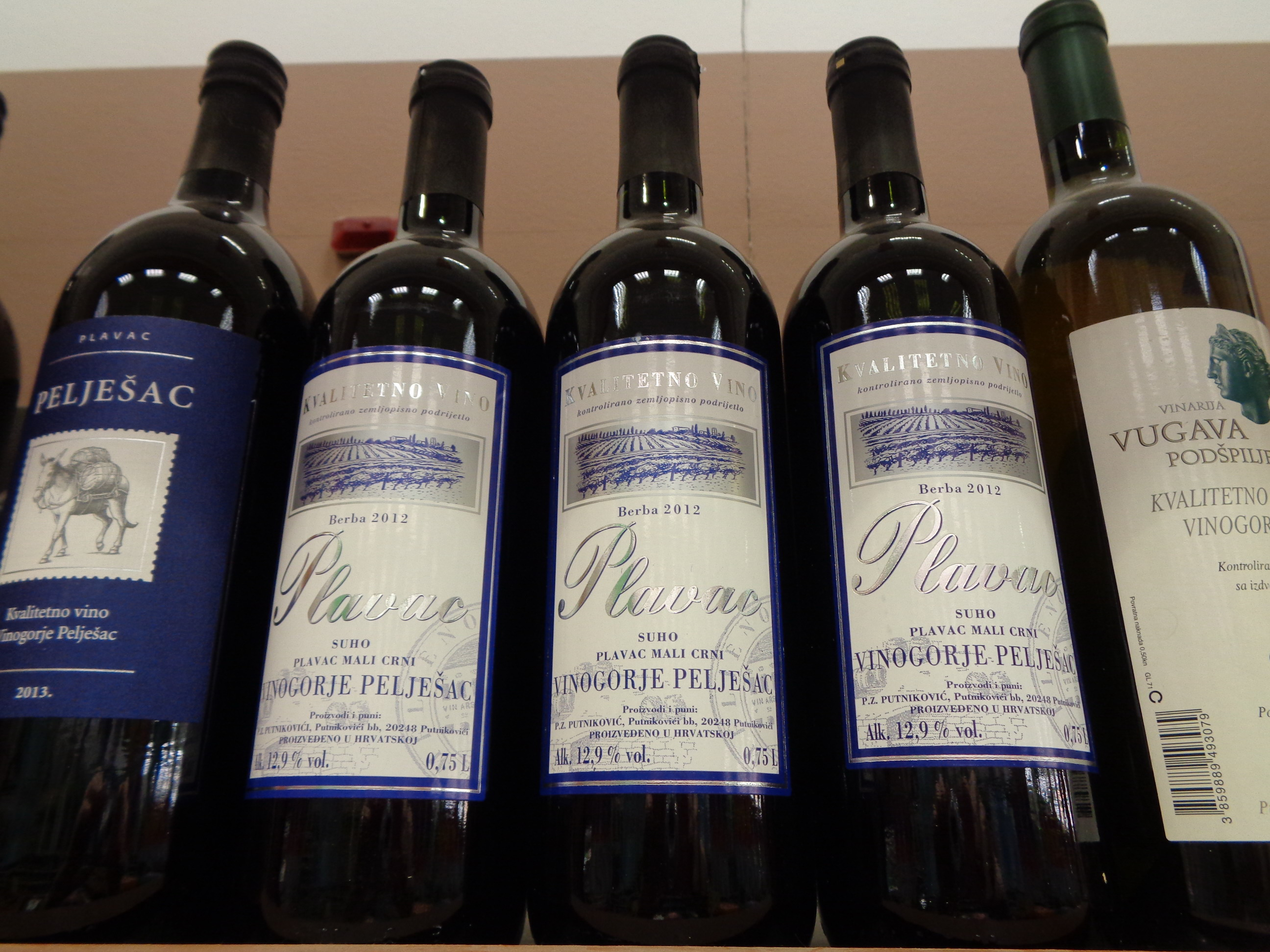
Vino plavac mali originario di Sabbioncello.

Plavac mali è un vino rosso di uve coltivate lungo la costa dalmata della Croazia. Il nome significa "piccolo blu", così come sono conosciute le uve dei vigneti che lo producono: infatti in croato "plavo" significa "blu" e "plavac" si riferisce a "ciò che è blu"; "mali" significa "piccolo".
Il vino ricavato da uve Plavac mali è noto per essere ricco di sapore e di elevato contenuto di alcol e tannini. Altri vini croati da quest'uva sono i rossi Dingač e Postup (entrambe località della penisola di Sabbioncello), Ivan Dolac, Sveta Nedelja (isola di Lesina), Bolski plavac (isola di Brazza) e il rosato Opolo.